# أيانو شيميزو
أيانو شيميزو (باليابانية: 清水綾乃) هي لاعب كرة مضرب يابانية، ولدت في 11 أبريل 1998.

## وصلات خارجية
- أيانو شيميزو على موقع رابطة محترفات التنس (الإنجليزية)
- أيانو شيميزو على موقع الاتحاد الدولي لكرة المضرب (الإنجليزية)
- أيانو شيميزو على موقع خلاصة التنس.كوم (الإنجليزية)
- أيانو شيميزو على موقع إي إس بي إن.كوم (الإنجليزية)